# Virbia
Virbia är ett släkte av fjärilar. Virbia ingår i familjen björnspinnare.

## Bildgalleri

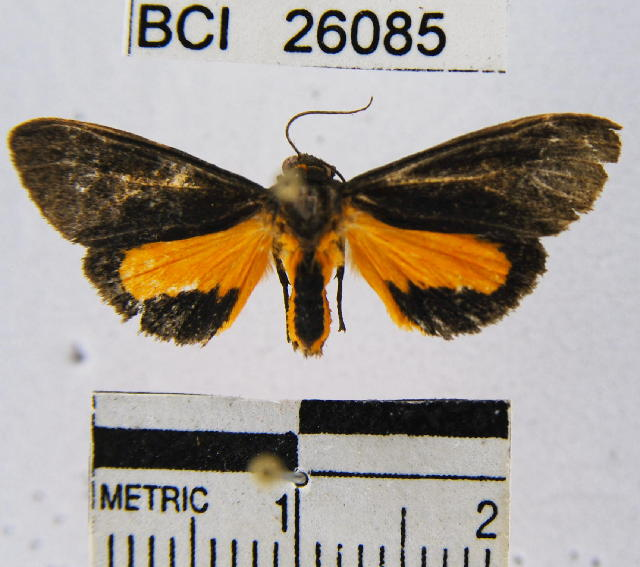
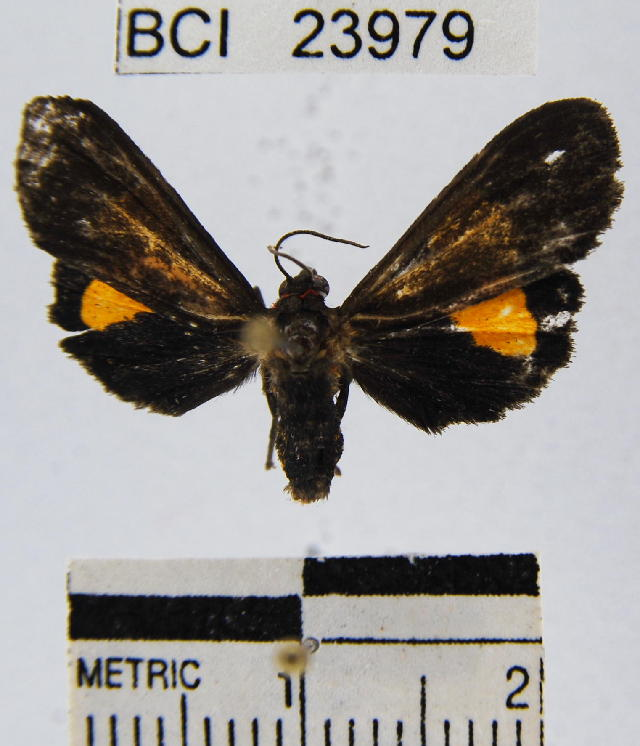
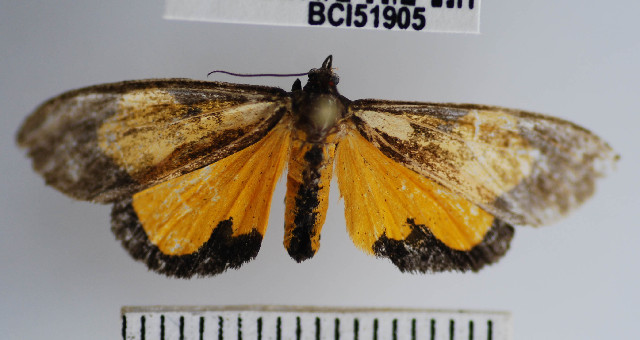
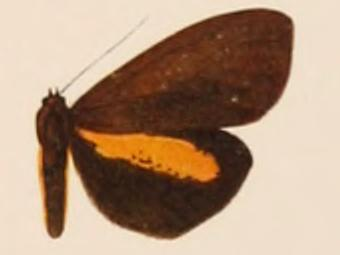
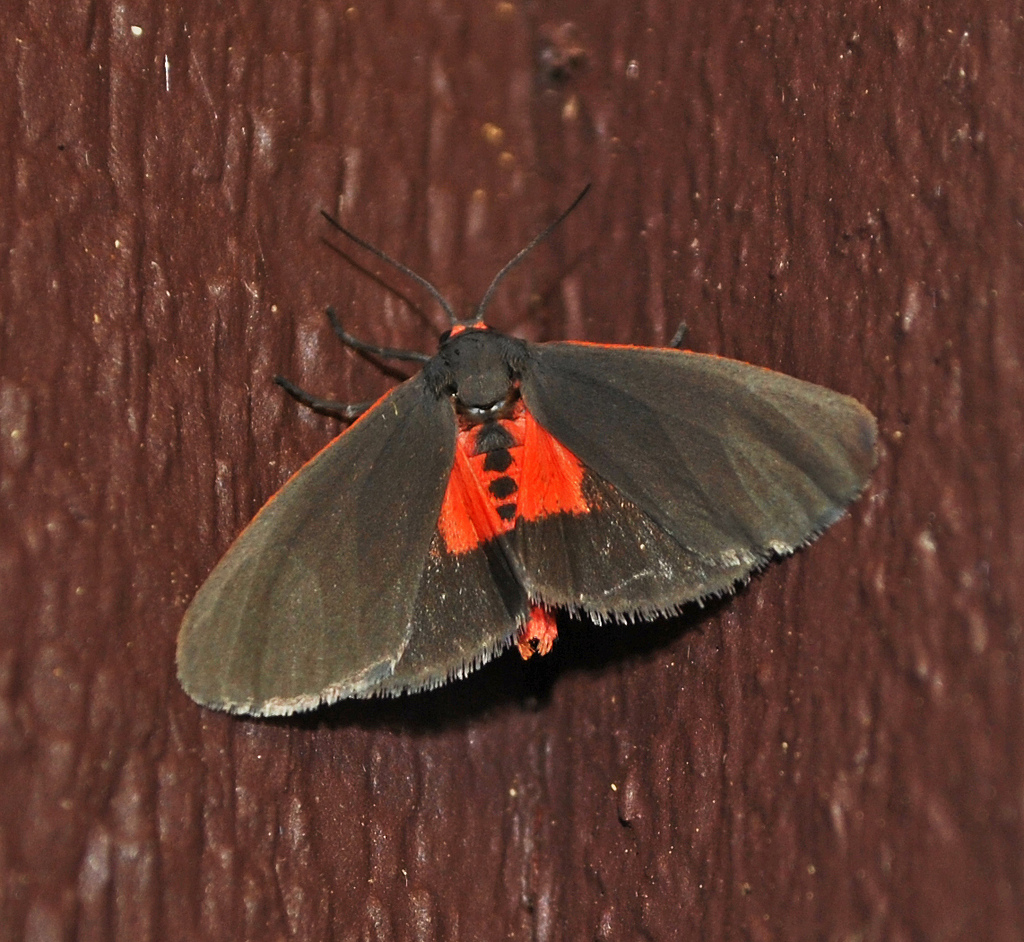
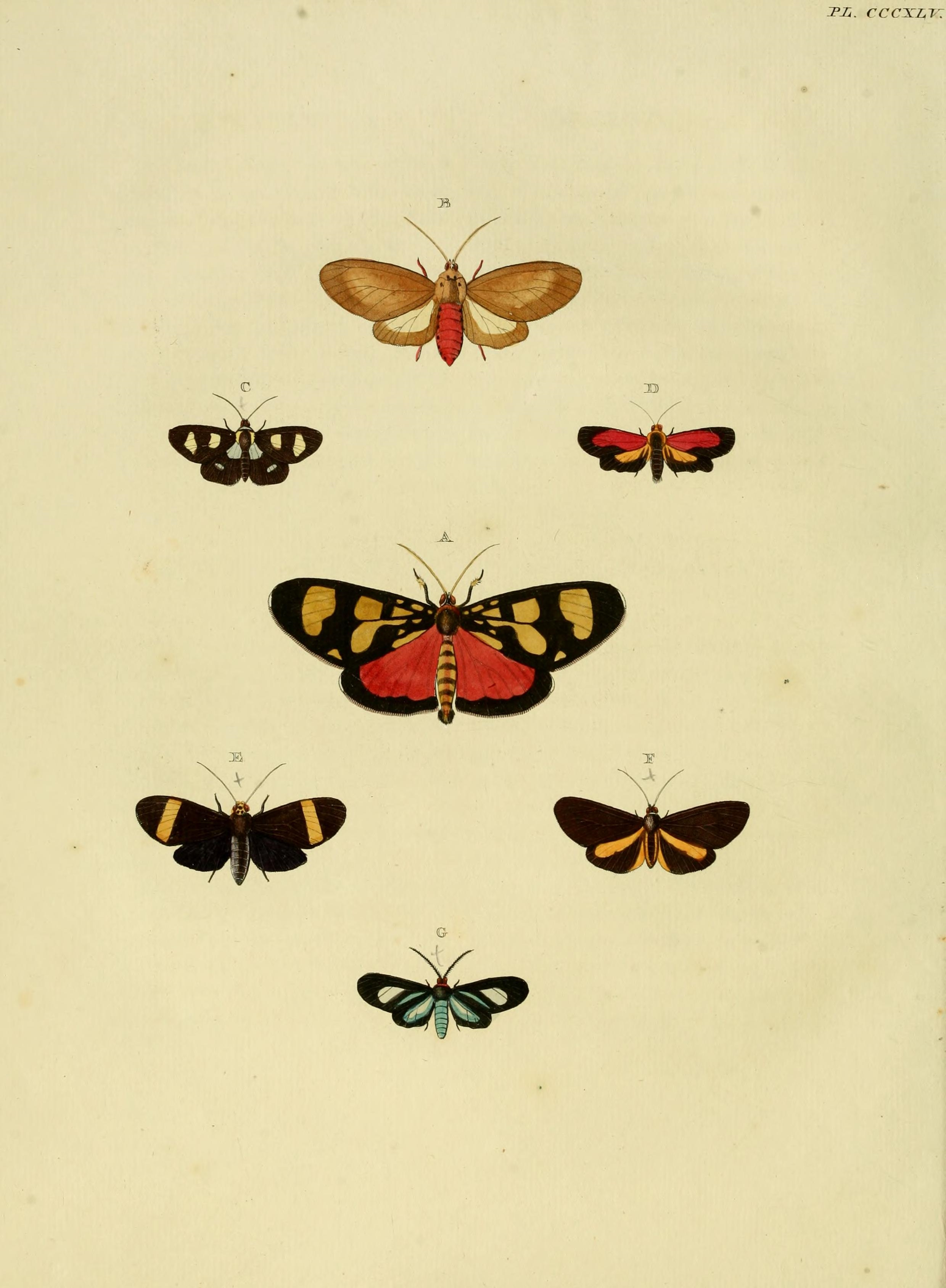

## Dottertaxa tillVirbia, i alfabetisk ordning[1]
- Virbia affinis
- Virbia ampla
- Virbia birchi
- Virbia brevilinea
- Virbia catama
- Virbia distincta
- Virbia divisa
- Virbia dotata
- Virbia egaca
- Virbia elisca
- Virbia endomelaena
- Virbia endophaea
- Virbia epione
- Virbia fasciata
- Virbia flavifurca
- Virbia flemmingi
- Virbia fluminea
- Virbia hypophaea
- Virbia inversa
- Virbia lativitta
- Virbia lehmanni
- Virbia luteilinea
- Virbia major
- Virbia medarda
- Virbia mentiens
- Virbia minuta
- Virbia orola
- Virbia ovata
- Virbia palmeri
- Virbia parva
- Virbia phalangia
- Virbia porioni
- Virbia punctata
- Virbia rosenbergi
- Virbia rotundata
- Virbia sanguicollis
- Virbia satara
- Virbia schadei
- Virbia strigata
- Virbia subapicalis
- Virbia subbasalis
- Virbia tenuimargo
- Virbia thersites
- Virbia underwoodi
- Virbia varians
- Virbia xanthopleura
- Virbia zonata